# Dick Burlin
Dick Karl Göran Burlin, född 24 januari 1970, i Skellefteå, är en före detta svensk ishockeyback. Han spelade större delen av karriären i Skellefteå AIK. Hans poängmässigt bästa säsong var 1998/99 för Skellefteå AIK, då han under 37 matcher gjorde 30 poäng, varav 5 mål och 25 assist. Han har även 6 st U18-landskamper, säsongen 1987/88, med 2 assist som facit. Hans moderklubb är Clemensnäs HC, där han även avslutade sin karriär säsongen 2003/04.

## Klubbar
- Clemensnäs HC
- Skellefteå AIK
- Piteå HC
- Halmstad Hammers HC